# Симон Байлс
Симон Ариан Байлс (на английски: Simone Arianne Biles) е американска спортна гимнастичка, носителка на най-много отличия в историята на спортната гимнастика в САЩ. Байлс има единадесет олимпийски медала, от които седем златни, един сребърен и два бронзови,  и 30 отличия от световни първенства, от които 23 златни. Тя заема третото място при спортните гимнастички по брой олимпийски медали, след Лариса Латинина (18) и Вера Чаславска (11).
Байлс е шесткратна световна шампионка (2013 – 2015, 2018, 2019, 2023), деветкратна шампионка на Националното първенство по гимнастика на САЩ (2013 – 2016, 2018 – 2019, 2021, 2023 – 2024), шесткратна световна шампионка на земя (2013 – 2015, 2018 – 2019, 2023), четирикратна световна шампионка на греда (2014 – 2015, 2019, 2023), двукратна световна шампионка на прескок (2018 – 2019) и член на златните медалисти в отбор през световните спортни първенства по гимнастика през 2014, 2015, 2018, 2019 и 2023 г. 
Байлс е първата афроамериканка световен шампион по спортна гимнастика и първата жена, спечелила три поредни титли. Байлс държи и рекорда за най-много златни медали, спечелени от гимнастичка в историята на световните първенства.
Пет елемента в спортната гимнастика носят нейното име, след като тя ги изпълнява успешно на международни състезания – два на прескок, два на земя и един на греда.

## Биография
Байлс е родена на 14 март 1997 г. в Кълъмбъс, Охайо, САЩ. Има по-големи сестра (Ашли, р. 1990 г.) и брат (Тевин), както и по-малка сестра (Адриа, р. 1995 г.). Като деца четиримата са пръснати в приемни семейства, тъй като биологичната им майка се бори с пристрастяване към наркотици и алкохол, а баща им ги е изоставил още съвсем малки. Леля на децата поема грижата за Ашли и Тевин, а дядо им – Роналд Байлс, и втората му съпруга Нели, осиновяват Симон и Адриа, когато Симон е на 6 години. По същото време започва да тренира гимнастика.
Първите големи успехи идват през 2013 г., когато 16-годишната състезателка за първи път става шампион на САЩ в многобоя и печели два златни медала от Световното първенство по гимнастика в Антверпен, Белгия. През 2016 г. Байлс дебютира на олимпийските игри. В Рио де Жанейро печели пет златни медала и един бронзов.
През 2018 г. Байлс и други представителки на националния отбор по гимнастика на САЩ, разкриват, че са били жертви на сексуален тормоз от бившия лекар на отбора Лари Насър.
На Олимпийските игри в Токио през 2021 г. след изпълнението си на прескок Байлс се оттегля от финала в отборната надпревара, както и от индивидуалните участия на три от четирите уреда. Разказва, че по време на изпълнението си на прескок е загубила усещане за пространство и контрол над тялото си, докато е във въздуха – състояние, наблюдавано при състезателите в спортната гимнастика, при което те се дезориентират във въздуха, стават нестабилни и могат да получат тежки контузии. Байлс все пак участва във финала на греда, където стига до бронз, а след надпреварата описва спечеленото отличие като „най-значимото в кариерата си“.
Байлс се оттегля от спорта за две години след Олимпиадата в Токио, за да се фокусира върху психичното си здраве.
През 2022 г. се сгодява за Джонатан Оуенс, играч на „Чикаго Беърс“; двамата се женят на 22 април 2023 г.
Връща се към спорта през 2023 г., първо с участие в националното първенство на САЩ, а след това на Световното първенство по гимнастика през 2023 г. в Антверпен, Белгия, където печели 5 медала – 4 златни и 1 сребърен. Байлс е част от националния отбор по спортна гимнастика на САЩ на Олимпийските игри в Париж през 2024 г. На прескок Байлс за първи път изпълнява на олимпиада двойното салто „Юрченко“ (кръстено на съветската гимнастичка Наталия Юрченко), като го усложнява допълнително. Новият вариант носи името на Байлс.
Байлс има татуировка на лявата ключица, която твърди че е житейското ѝ мото – „Пак ще се изправя“, стих от поемата на Мая Анджелоу.

## Отличия
Байлс е носителка на 11 олимпийски медала, от които седем златни, два сребърни и два бронзови, както и на 30 медала от световни първенства, от които 23 златни.

### Олимпийски игри
- Париж 2024 – отборно
- Париж 2024 – индивидуално
- Париж 2024 – прескок
- Рио де Жанейро 2016 – отборно
- Рио де Жанейро 2016 – индивидуално
- Рио де Жанейро 2016 – прескок
- Рио де Жанейро 2016 – земя
- Париж 2024 – земя
- Токио 2020 – отборно
- Рио де Жанейро 2016 – греда
- Токио 2020 – греда

### Извън спорта
През юли 2022 г. Байлс е наградена от президента Джо Байдън с президентския медал на свободата. На 25 години тя е най-младият носител на държавния медал.

## В културата
Историята на Байлс е разказана в документална поредица на „Нетфликс“, озаглавена Simon Biles: Rising.